# سانت أنجيلو لوديجيانو
سانت أنجيلو لوديجيانو (محليًا سانت أنجليو) كومونا (بلدية) في مقاطعة لودي في منطقة لومبارديا الإيطالية، وتقع على بعد حوالي 30 كيلومتر (19 ميل) جنوب شرق ميلانو وحوالي 12 كيلومتر (7 ميل) جنوب غرب لودي.

## أشخاص
- القديسة فرانشيسكا كابريني (1850-1917)، مدرس ومبشر كاثوليكي
- ماريو بيكاريا (1920-2003)، عمدة من 1960 إلى 1964 وسياسي من الديمقراطية المسيحية، عضو في مجلس النواب الإيطالي من 1968 إلى 1976
- دانيلو غاليناري (مواليد 1988)، لاعب الدوري الاميركي للمحترفين
- أليساندرو ماتري (مواليد 1984)، لاعب كرة قدم

## روابط خارجية
- الموقع الرسمي